# Erythrosquilla megalops
Erythrosquilla megalops is een bidsprinkhaankreeftensoort uit de familie van de Erythrosquillidae. De wetenschappelijke naam van de soort is voor het eerst geldig gepubliceerd in 1984 door Manning & Bruce.